# Tárcoles
Tárcoles (Río Grande de Tárcoles) je řeka v Kostarice dlouhá 111 km. Pramení v pohoří Cordillera Central a jejími zdrojnicemi jsou řeky Virilla a Grande de San Ramón. Protéká Centrálním údolím, stáčí se k jihozápadu a nedaleko turistického resortu Jacó se vlévá do pacifického zálivu Nicoya. Má okolo třiceti přítoků, z nichž nejvýznamnější jsou Cucer a Tumbales.
Povodí řeky má rozlohu 2 121 km² a žije v něm zhruba polovina kostarické populace. Vzhledem k hustému osídlení a intenzivní hospodářské činnosti v regionu je Tárcoles nejvíce znečištěnou řekou v celé Střední Americe. V září 2000 zde navíc došlo k ekologické havárii, když z rafinerie uniklo do řeky 400 000 litrů ropy.
Na řece leží národní park Carara, kde žije volavčík člunozobý, ara arakanga, rybařík kovový, arassari pestrý a dytík dvoupruhý. Při ústí řeky se nachází cenná oblast mangrovů Guacalillo. Mimořádně početná je zde populace krokodýla amerického a na dolním toku řeky se nachází most, z něhož mohou turisté bezpečně pozorovat krokodýly.